# Skórzyn (Lubusz)
Pour les articles homonymes, voir Skórzyn.
Skórzyn (prononciation : [ˈskuʐɨn] ; en allemand : Skyren) est un village de la gmina de Maszewo dans le powiat de Krosno Odrzańskie de la voïvodie de Lubusz, dans l'ouest de la Pologne.

## Géographie
Situé dans l'extrémité nord-ouest de la Basse-Silésie, le village se trouve à environ 10 kilomètres au nord-est de Maszewo (siège de la gmina), 11 kilomètres au nord-ouest de Krosno Odrzańskie (siège du powiat), 39 kilomètres au nord-ouest de Zielona Góra (siège de la diétine régionale) et 71 kilomètres au sud de Gorzów Wielkopolski (capitale de la voïvodie).
Le village comptait approximativement une population de 277 habitants en 2008.

## Histoire
La région de Krosno dès 1482 était une possession des électeurs de Brandebourg en tant que successeurs du duc silésien Henri XI de Głogów. Définitivement annexée par le royaume de Prusse au cours de la première guerre de Silésie en 1742, la commune de Skyren fut incorporée dans le district de Francfort au sein de la province de Brandebourg après le congrès de Vienne en 1815. 
Depuis 1776, les domaines appartenaient aux junkers de la noble famille Finck von Finckenstein à Drehnow. Le manoir devient la résidence de l'ancien chancelier Leo von Caprivi (1831-1899) après sa démission en 1894.
Jusqu'à la fin de la Seconde Guerre mondiale, ce village était sur le territoire du Reich allemand, rebaptisé Teichwalde en 1937. En 1945, par l'accord de la conférence de Potsdam, il est subordonné à la république de Pologne et la population allemande fut expulsée (voir évolution territoriale de la Pologne).
De 1975 à 1998, le village appartenait administrativement à la voïvodie de Zielona Góra. Depuis 1999, il appartient à la voïvodie de Lubusz